# Ouled Hamla
Ouled Hamla (în arabă أولاد حملة) este o comună din provincia Oum El Bouaghi, Algeria.
Populația comunei este de 13.112 locuitori (2008).